# Vimperk (nádraží)
Vimperk je železniční stanice ve východní části města Vimperk v okrese Prachatice v Jihočeském kraji nedaleko řeky Volyňky. Leží na neelektrizované jednokolejné trati Strakonice–Volary. Ve městě se dále nachází železniční zastávka Vimperk zastávka.

## Historie
Dne 15. října 1893 otevřela společnost Pošumavské místní dráhy železniční spojení své trati z Strakonic, odkud od roku 1868 procházela železnice v majetku společnosti Dráhy císaře Františka Josefa (KFJB), spojující Vídeň, České Budějovice a Plzeň, do Vimperka. Nově postavené nádraží zde vzniklo dle typizovaného stavebního vzoru. Železniční spojení bylo do Volar prodlouženo 9. července 1900, tam vedla od roku 1899 dráha téže společnosti ve směru z Číčenic přes Prachatice.
12. června 1910 byla Pošumavskými místními drahami zprovozněna trať vedoucí přes Nové Údolí přes hranici do Německa. Po roce 1918 správu přebraly Československé státní dráhy.
Do 9. prosince 2017 zde provozovaly pravidelnou osobní dopravu České dráhy, od 10. prosince tuto dopravu převzalo GW Train Regio.

## Popis
Nacházejí se zde dvě nekrytá jednostranná nástupiště, k příchodu k vlakům slouží přechod přes koleje.